# Gallieni (métro de Paris)
Pour les articles homonymes, voir Gallieni (homonymie).
Gallieni est une station de la ligne 3 du métro de Paris, située sur la commune de Bagnolet. C'est le terminus oriental de la ligne.

## Situation
La station est implantée sous la gare routière internationale de Paris-Gallieni (fermée depuis 2020) au cœur d'un complexe autoroutier à la jonction de l'autoroute A3 et du boulevard périphérique de Paris. Orientée selon un axe est-ouest, elle est précédée ou suivie (selon le sens de circulation) par la station Porte de Bagnolet.

## Histoire

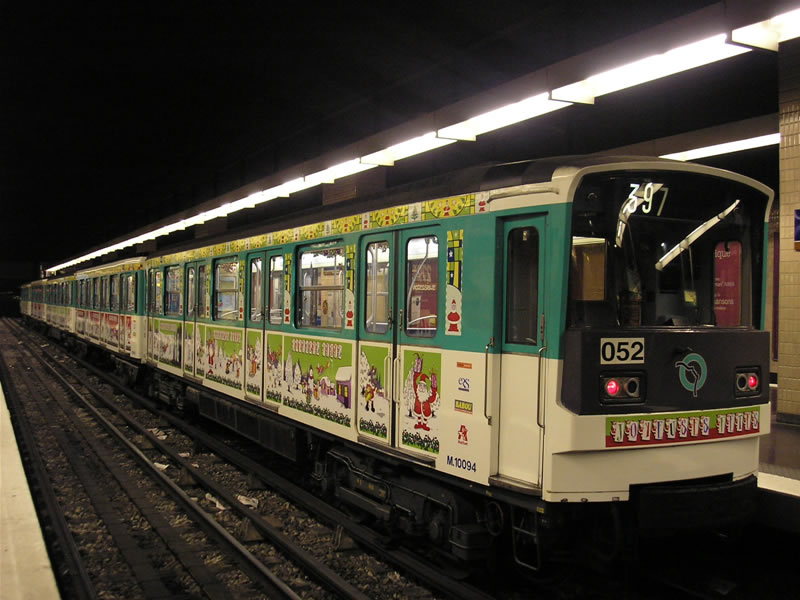
Rame MF 67 décorée en train de Noël.

La station est ouverte le 2 avril 1971 avec la mise en service du prolongement de la ligne 3, dont le tracé est dévié depuis Gambetta afin d'améliorer la desserte de la ville de Bagnolet. Elle en constitue depuis lors le nouveau terminus oriental, en remplacement du terminus précédent de Porte des Lilas, le tronçon entre ce dernier et la station Gambetta étant débranché depuis le 27 mars 1971 pour devenir l'actuelle ligne 3 bis.
Elle doit sa dénomination à sa proximité avec l'avenue Gallieni à Bagnolet, laquelle rend hommage à Joseph Gallieni, élevé à la dignité de maréchal de France à titre posthume en 1921.
La station porte comme sous-titre Parc de Bagnolet en raison de sa proximité avec l'extrémité nord-ouest du parc Jean-Moulin–Les Guilands, situé sur le territoire des communes de Bagnolet et de Montreuil.
Dans le courant des années 2010, le carrelage des piliers supportant le plafond de la station est renouvelé, passant du beige au blanc caractéristique du réseau, la partie supérieure étant dorénavant laissée à nu et peinte en blanc.
En 2019, 5 595 343 voyageurs sont entrés à cette station ce qui la place à la 72e position des stations de métro pour sa fréquentation.
En 2020, avec la crise du Covid-19, 2 893 664 voyageurs sont entrés dans cette station ce qui la place à la 57e position des stations de métro pour sa fréquentation.
En 2021, la fréquentation remonte progressivement, avec 3 899 195 voyageurs qui sont entrés dans cette station ce qui la place à la 60e position des stations de métro pour sa fréquentation.

## Services aux voyageurs

### Accès
La station dispose de deux accès :
- l'accès 1 « Centre commercial », constitué d'un escalier fixe agrémenté d'un mât avec un « M » jaune inscrit dans un cercle, débouchant sous deux bretelles routières reliant le boulevard périphérique à l'autoroute A3, au droit du centre commercial Bel Est ;
- l'accès 2 « Gare routière bus RATP », constitué d'un escalier fixe doublé d'un escalier mécanique montant permettant uniquement la sortie, se trouvant légèrement plus au sud, face à ladite gare routière.

Bien que la station fut édifiée dans les années 1970, les piédroits de la salle d'échanges sont recouverts du traditionnel carrelage blanc biseauté, ce qui constitue un cas rare dans les stations construites au cours des dernières décennies sur le réseau ferré de la RATP.

Accès à la station
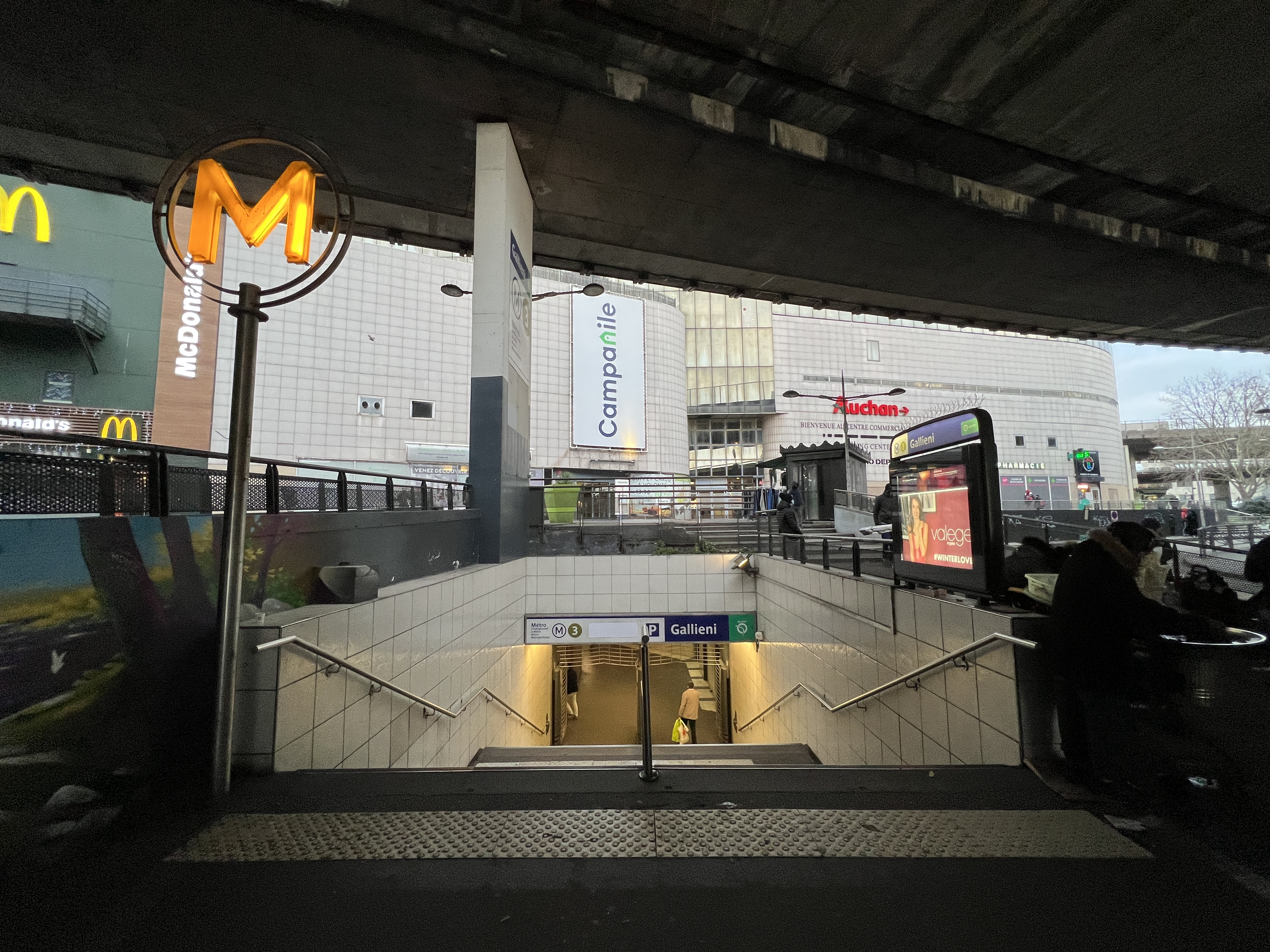
Accès no 1.
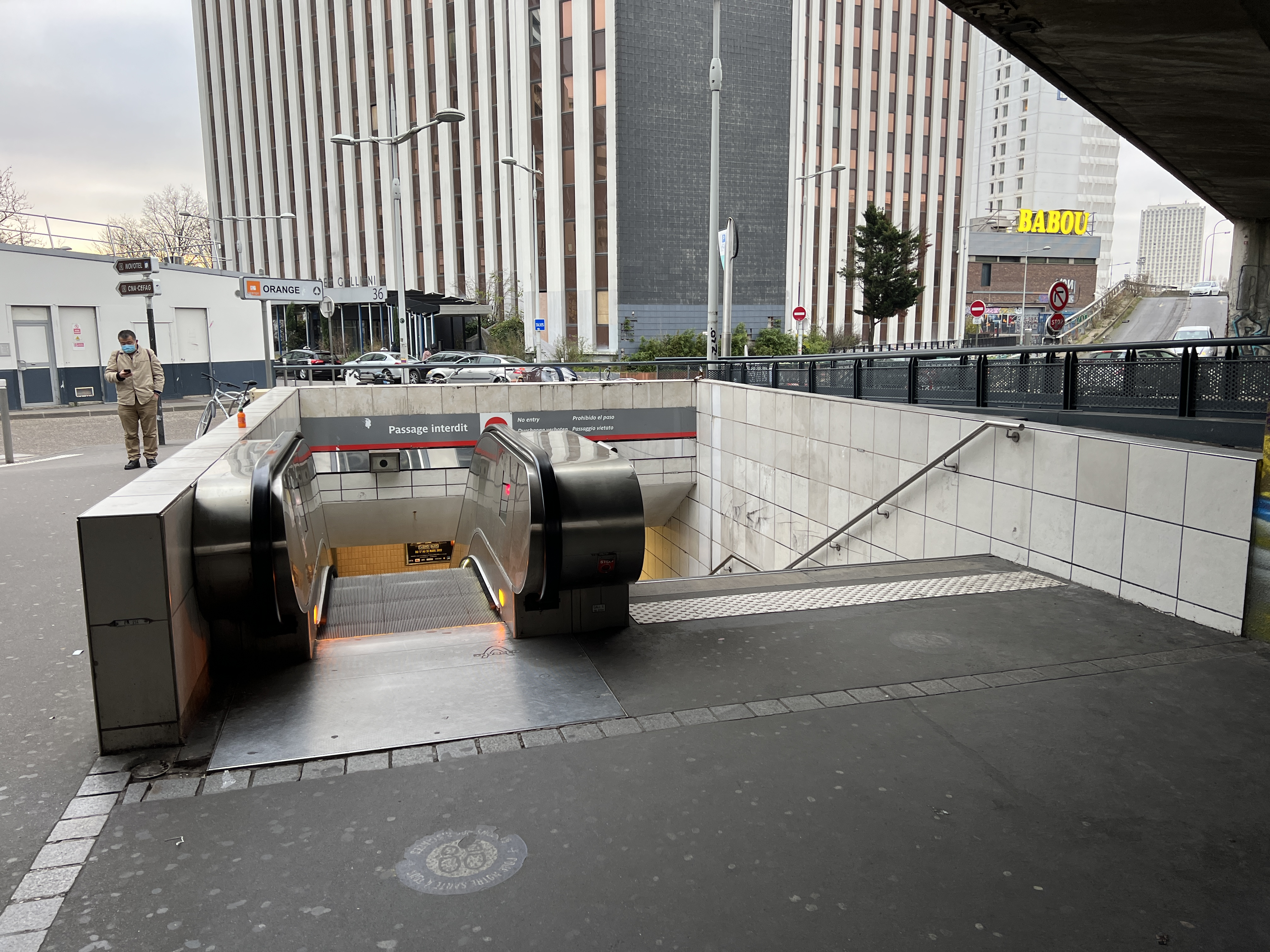
Accès no 2.

### Quais
Gallieni est une station de configuration particulière : elle possède quatre voies encadrant deux quais en îlot. Les trains sont principalement réceptionnés sur les voies centrales et repartent des voies centrale nord et latérale nord, la voie latérale sud servant au garage des rames. Les piédroits sont verticaux, de même que les piliers, et supportent un plafond horizontal recouvert d'un flocage coupe-feu noir. La décoration est typée des années 1970 : les carreaux en céramique biseautés, posés verticalement et alignés, sont de couleur beige sur les piédroits (teinte que l'on ne retrouve qu'à Porte de Bagnolet sur la même ligne et à Kléber sur la ligne 6) et blancs sur les piliers, la partie supérieure de ces derniers étant enduite et peinte en blanc. Les cadres publicitaires sont métalliques et le nom de la station, inscrit sur des plaques émaillées, est en police de caractères Helvetica au lieu de la typographie Parisine habituelle, particularité que la station ne partage qu'avec Place d'Italie sur la ligne 6 et Porte de Versailles sur la ligne 12. Les sièges sont de style « Motte » de couleur jaune.

### Intermodalité
La station est dotée d'une gare routière desservie par les lignes de bus RATP 76, 102, 122, 221, 318 et 351.
La station est en relation directe avec la gare routière internationale de Paris-Gallieni grâce à un couloir de liaison. En juillet 2020, la gare routière cesse toute activité en raison de la liquidation judiciaire de son gestionnaire.

## À proximité
- Centre commercial Bel Est
- Gare routière internationale de Paris-Gallieni, fermée depuis juillet 2020
- Parc de Bagnolet (parc Jean-Moulin–Les Guilands)
- Centre d'affaires Gallieni 2
- Tours Mercuriales

## Projet
La station pourrait être en correspondance avec le téléphérique de Bagnolet qui la reliera au quartier de la Noue, de l'autre côté de la commune.